# 카러그 파드러그

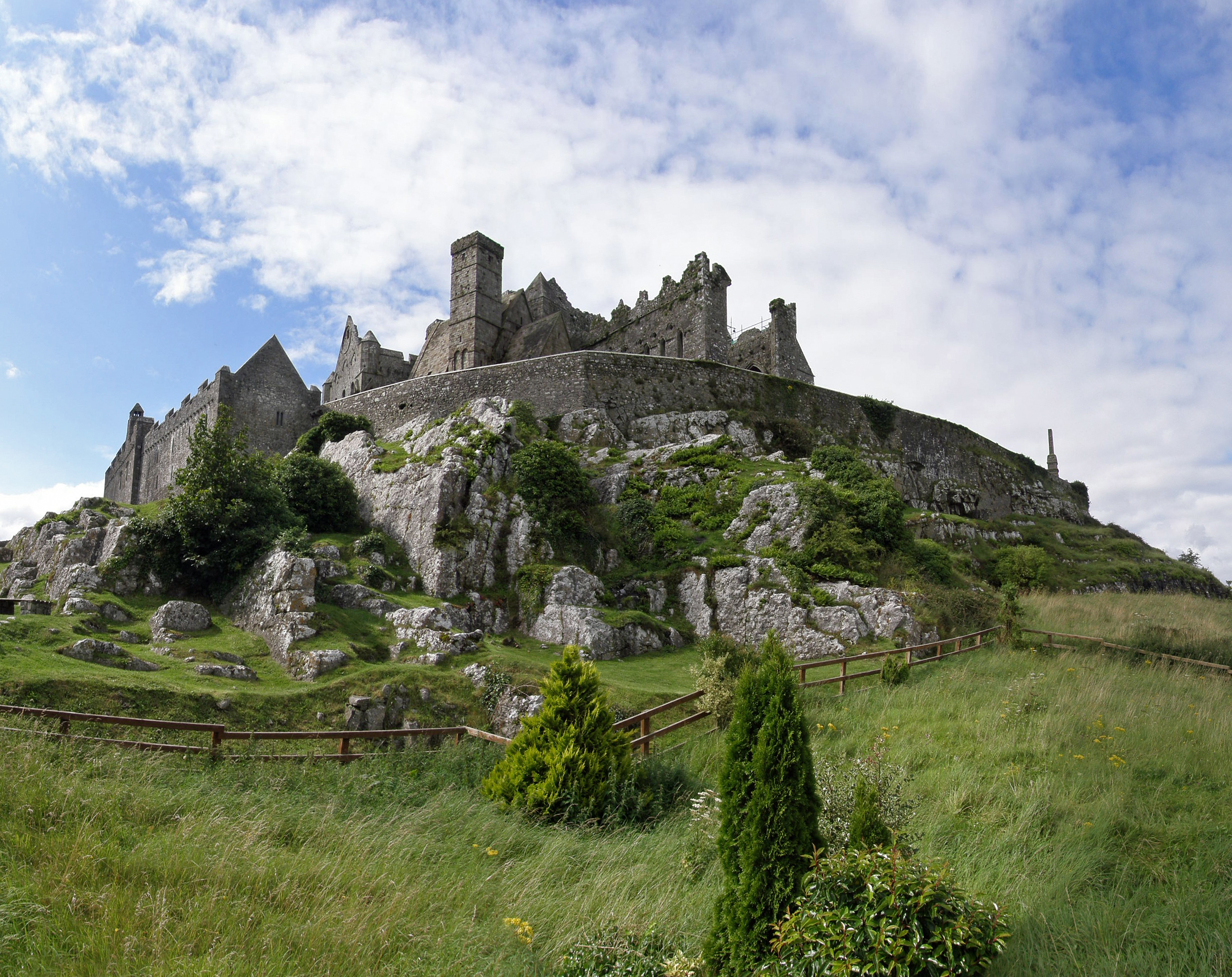

카러그 파드러그(아일랜드어: Carraig Phádraig [ˈcaɾˠəɟ ˈfˠaːd̪ˠɾˠəɟ])는 아일랜드 티퍼레리주 카설에 소재한 사적지다.
커다란 기반암 위에 성과 교회, 원탑 등이 세워져 있는 복합건축물이다. 노르만인이 아일랜드를 침공하기 전까지 수백년 동안 무운 왕국의 왕성이 여기였다고 한다. 1101년 무운 국왕 미르케르타크 우어 브리안이 이 성을 천주교회에 헌납했다. 현재는 초기 구조물들은 거의 남아있지 않으며, 보존되어 있는 건물들은 12세기에서 13세기에 지어진 것이 대다수다.
아일랜드의 국립기념물 제128호다.